# Кубок Греції з футболу 1956—1957
Кубок Греції 1956—57 — 15-й розіграш Кубка Греції.
Фінал відбувся 29 липня 1957 на стадіоні Георгіос Караїскакіс (Пірей). Зустрілися команди Олімпіакос та Іракліс. Олімпіакос виграв з рахунком 2:0.

## Чвертьфінали
| Господарі    | Результат | Гості           |
| ------------ | --------- | --------------- |
| Іракліс      | 3-0       | Шкода Ксанті    |
| АЕК          | 0-1       | Олімпіакос      |
| Панатінаїкос | 2-1       | Фостірас        |
| Нікі Волос   | 1-2       | Аполлон Смірніс |

## Півфінал
| Господарі  | Результат | Гості           |
| ---------- | --------- | --------------- |
| Олімпіакос | 2-1       | Панатінаїкос    |
| Іракліс    | 2-1       | Аполлон Смірніс |

## Фінал
| 29.07.1957 |

| «Олімпіакос»             | 2:0 | «Іракліс» |
| ------------------------ | --- | --------- |
| Kotridis 38' Yfantis 73' |     |           |

| «Георгіос Караїскакіс», Пірей Арбітр: Лео Горн |